# Çüngüş
Çüngüş là một huyện thuộc tỉnh Diyarbakır, Thổ Nhĩ Kỳ. Huyện có diện tích 470 km² và dân số thời điểm năm 2007 là 13971 người, mật độ 30 người/km².